# Двадцять четверта поправка до Конституції США

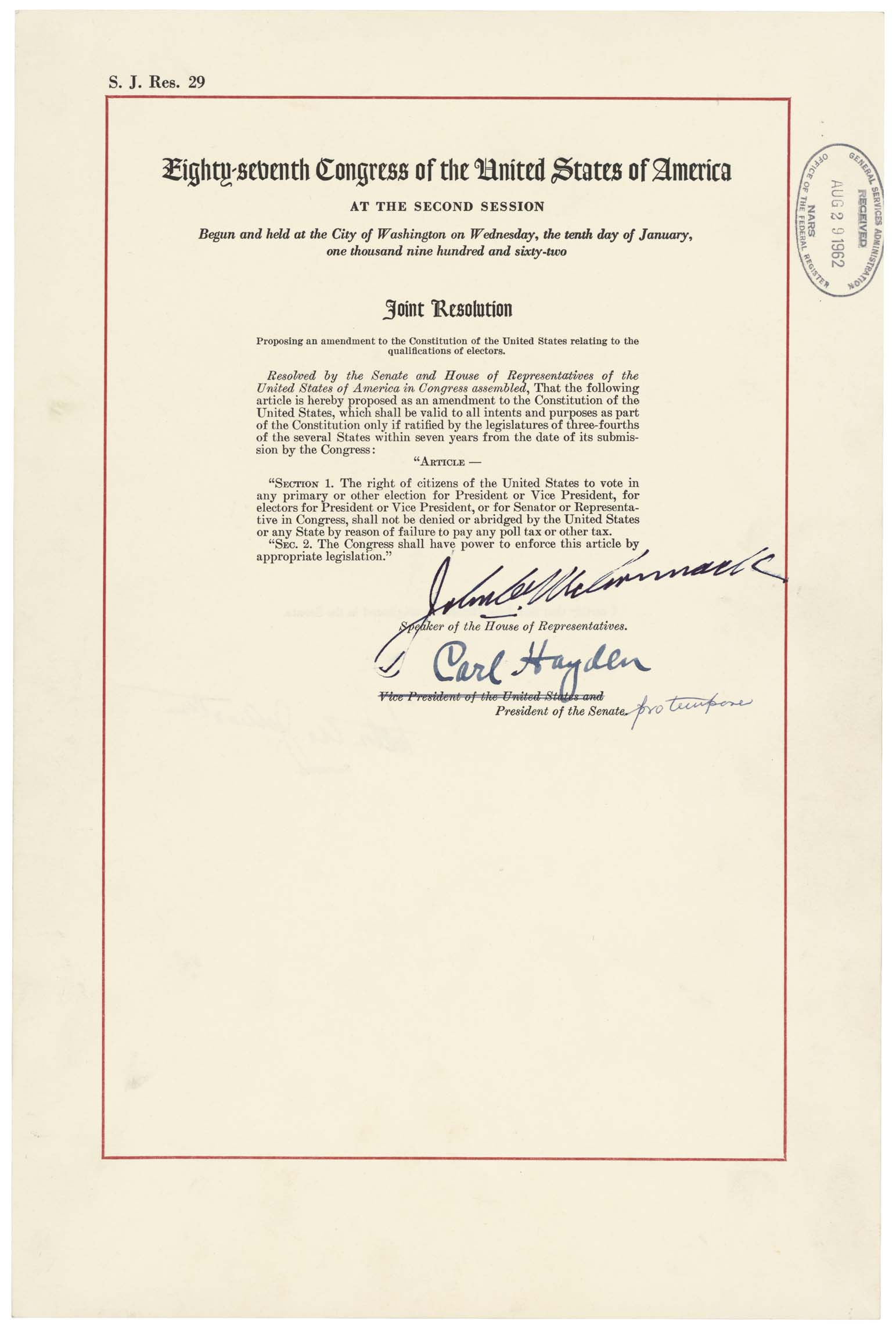
Двадцять четверта поправка до Конституції США

Двадцять четверта поправка до Конституції США (англ. Twenty-fourth Amendment to the United States Constitution) набула чинності 23 січня 1964 року. Вона забороняла обмеження виборчих прав.
Текст поправки:
| 1. Право громадян Сполучених Штатів голосувати на будь-яких попередніх та інших виборах Президента і Віцепрезидента, вибірників Президента і Віцепрезидента, сенатора або представника в Конгресі не повинне заперечуватися чи обмежуватися Сполученими Штатами або окремими штатами на підставі неспроможності сплатити виборчий або будь-який інший податок. 2. Конгрес має право забезпечувати виконання цієї статті відповідним законодавством. Оригінальний текст (англ.) 1. The right of citizens of the United States to vote in any primary or other election for President or Vice President, for electors for President or Vice President, or for Senator or Representative in Congress, shall not be denied or abridged by the United States or any State by reason of failure to pay any poll tax or other tax. 2. The Congress shall have power to enforce this article by appropriate legislation. [1]. |

## Передісторія
Південними штатами було прийнято подушний податок в якості вимоги за голосування як частина ряду законів наприкінці XIX століття, покликаних виключити чорних американців з політики, наскільки це можливо, без порушення П’ятнадцятої поправки, яка вимагала, щоб голосування не обмежувалось "расою, кольором чи попередньою умовою сервітуту". 
Усі виборці повинні були сплатити подушний податок, але на практиці це найбільше вплинуло на бідних. Зокрема, це вплинуло і на афроамериканців, і на бідних білих виборців, деякі з яких голосували з кандидатами від сил популістів та фузіоністів наприкінці XIX століття, тимчасово порушуючи демократичні вимоги. Прихильники подушного податку опустили цей аспект і запевнили білих виборців, що це на них не вплине.

Впровадження виборчого податку
Виборчий податок
Сукупний (кумулятивний) виборчий податок
Без податку

Ухвалення подушних податків почалося серйозно впроваджуватися в 1890-х роках, оскільки демократи хотіли запобігти черговій популістсько-республіканській коаліції. Незважаючи на виборче насильство та шахрайство, афроамериканці все ще здобували численні місцеві посади. 
До 1902 року всі одинадцять штатів колишньої Конфедерації запровадили подушний податок, багато з них в своїх нових конституціях, які містили інші положення як бар'єри для реєстрації виборців, такі як тести на грамотність, які суб'єктивно застосовували білі працівники. Подушний податок використовувався разом з іншими інструментами, такими як "дідусева омовка" та "білі праймеріз", призначені для виключення негрів, а також загроз та актів насильства. Наприклад, потенційних виборців довелося "оцінювати" в Арканзасі, а чорношкірі були абсолютно проігноровані в оцінці.
З 1900 по 1937 р. таке використання виборчого податку було майже ігнороване федеральним урядом. Кілька ініціатив на державному рівні скасували подушні податки в цей період з двох причин: по-перше, вони заохочували корупцію, оскільки заможні особи могли і платили податки на опитування інших людей; по-друге, тому що вони відлякували білих виборців більше, ніж того бажало багато популістських південних політиків.
Президент Джон Ф. Кеннеді повернувся до цього питання у 1960-х рр.. Його адміністрація закликала Конгрес прийняти та направити такі поправки до штатів для ратифікації. Він вважав поправку до Конституції найкращим способом уникнути маніпуляцій, оскільки твердження про те, що федеральне скасування виборчого податку було неконституційним, викликало б суперечки.
Конгрес запропонував Двадцять четверту поправку 27 серпня 1962 року.

## Суть поправки і значення
Виборчий податок існував до прийняття поправки в 11 південних штатах і, хоча він був невеликим, позбавляв права голосу близько 10 млн бідняків, в основному негрів. У деяких штатах (Алабама, Міссісіпі та ін.) цей податок мав кумулятивний характер, при якому людина, яка вирішила взяти участь у виборах, мала сплатити податок за всі попередні роки.
Поправка XXIV врешті скасувала обмеження виборчих прав на федеральних виборах «у зв’язку з несплатою якого-небудь виборчого або іншого податку» і нарешті дозволила бідному населенню в цілому і чорношкірому населенню та іммігрантам зокрема реалізовувати своє конституційне право на вибори..

## Ратифікація
У 1965 р. Законом про виборчі права дія поправки була поширена на вибори в штатах, а в 1966 р. Верховний суд визнав, що встановлення податку на виборах у штатах є порушенням конституційного принципу «рівного захисту закону»..

Ратифікація 24-ї поправки
Ратифікація у 1962-1964 рр.
Ратифікація після 1962-1964 рр.
Відмовлено у ратифікації
Не ратифіковувалась

Наступні штати ратифікували поправку:
Іллінойс (14 листопада 1962 р.),
Нью-Джерсі (3 грудня 1962 р.),
Орегон (25 січня 1963 р.),
Монтана (28 січня 1963 р.),
Західна Вірджинія (1 лютого 1963 р.),
Нью-Йорк (4 лютого 1963 р.),
Мериленд (6 лютого 1963 р.),
Каліфорнія (7 лютого 1963 р.),
Аляска (11 лютого 1963 р.),
Род-Айленд (14 лютого 1963 р.),
Індіана (19 лютого 1963 р.),
Юта(20 лютого 1963 р.),
Мічиган (20 лютого 1963 р.),
Колорадо (21 лютого 1963 р.),
Огайо (27 лютого 1963 р.),
Міннесота (27 лютого 1963 р.),
Нью-Мексико (5 березня 1963 р.),
Гаваї (6 березня 1963 р.),
Північна Дакота (7 березня 1963 р.),
Айдахо (8 березня 1963 р.),
Вашингтон (14 березня 1963 р.),
Вермонт (15 березня 1963 р.),
Невада (19 березня 1963 р.),
Коннектикут (20 березня 1963 р.),
Теннессі (21 березня 1963 р.),
Пенсільванія (25 березня 1963 р.),
Вісконсин (26 березня 1963 р.),
Канзас (28 березня 1963 р.),
Массачусетс (28 березня 1963 р.),
Небраска (4 квітня 1963 р.),
Флорида (18 квітня 1963 р.),
Айова (24 квітня 1963 р.),
Делавер (1 травня 1963 р.),
Міссурі (13 травня 1963 р.),
Нью-Гемпшир (12 червня 1963 р.),
Кентуккі (27 червня 1963 р.),
Мен (16 січня 1964 р.),
Південна Дакота (23 січня 1964 р.).
Згодом цю поправку ратифікували наступні штати:
Вірджинія (25 лютого 1977 р.),
Північна Кароліна (3 травня 1989 р.),
Алабама (11 квітня 2002 р.),
Техас (22 травня 2009 р.).
Наступні штати не ратифікували поправку:
Аризона,
Арканзас,
Джорджія,
Луїзіана,
Міссісіпі (відхилено 20 грудня 1962 р.),
Оклахома,
Південна Кароліна,
Вайомінг..